# 949 (numero)
Novecentoquarantanove (949) è il numero naturale dopo il 948 e prima del 950.

## Proprietà matematiche
- È un numero dispari.
- È un numero composto con 4 divisori: 1, 13, 73, 949. Poiché la somma dei suoi divisori (escluso il numero stesso) è 87 < 949, è un numero difettivo.
- È un numero semiprimo.
- È un numero palindromo e un numero ondulante nel sistema numerico decimale, nel sistema posizionale a base 15 (434).
- È un numero odioso.
- È un numero di Ulam.
- È un numero intero privo di quadrati.
- È un numero nontotiente in quanto dispari e diverso da 1.
- È un numero congruente.
- È parte delle terne pitagoriche (301, 900, 949), (365, 876, 949), (949, 2580, 2749), (949, 6132, 6205), (949, 34632, 34645), (949, 450300, 450301).

## Astronomia
- 949 Hel è un asteroide della fascia principale del sistema solare.
- NGC 949 è un galassia spirale della costellazione del Triangolo.

## Astronautica
- Cosmos 949 è un satellite artificiale russo.